# Laurent Maréchaux
Laurent Maréchaux, né le 13 octobre 1952 à Nogent-sur-Marne (Val-de-Marne), est un écrivain français.

## Biographie

### Jeunesse
Militant solidariste dans sa jeunesse, Laurent Maréchaux a été membre du Groupe action jeunesse, avant de rejoindre une scission, le Groupe action solidariste (GAS), et de diriger Les Cahiers du soldarisme.

### Carrière littéraire
Le premier roman de Laurent Maréchaux, Les Sept peurs, largement autobiographique, est paru aux éditions Le Dilettante en 2005. Le narrateur du roman, Babour, est un fils de la bourgeoisie catholique ; celui-ci se remémore son passé et ses années "torero", "militantes", "spaghetti", "Appalaches", "moudjahidin", "fric", "Horn".
Son deuxième roman, Le fils du Dragon est un roman d'aventure et de mer où la route d’Arthur Rimbaud croise celle de Joseph Conrad. Laurent Maréchaux a obtenu pour ce roman le Prix Écume de Mer, décerné par la Fédération nationale du Mérite maritime et de la Médaille d'honneur des marins.
Son troisième roman, Bijoux de famille, retrace, à partir de 1907, la saga d’une famille d’émigrés russes blancs à travers le globe et l’histoire tumultueuse du XXe siècle (révolution russe, Première Guerre mondiale, résistance dès 1940, puis déportation, guerres d’Indochine et d’Algérie, conflit afghan...). Une fresque désabusée et joyeuse qui mélange exploits héroïques et affres sexuelles et s’attarde sur la part d'ombre qui ne cesse de hanter, génération après génération, les descendants Ivanov.
Sa fascination pour les hors-la-loi et les chemins de traverse l’amène à s’intéresser aux « assoiffés de liberté ». Dans un livre illustré publié chez Arthaud, intitulé Hors la loi - Anarchistes, illégalistes, as de la gâchette... ils ont choisi la liberté, il dresse à travers 42 biographies de rebelles connus et méconnus - au rang desquels figurent Villon, Mandrin, Olivier Misson - le pirate philosophe -, Calamity Jane, Butch Cassidy, Rimbaud, Henry de Monfreid, Marius Jacob, Phoolan Devi ou Bonnie and Clyde -, une fresque historique, du VIIe siècle à nos jours, des « Robins des bois au grand cœur ».
Sa passion du voyage et son addiction aux livres d'aventure le conduisent à rendre hommage, dans un beau livre, aux écrivains qui l'ont conduit à aller jusqu'au bout du monde pour marcher sur leurs traces.Intitulé "Ecrivains-Voyageurs,ces vagabonds qui disent le monde", cet ouvrage illustré regroupe en deux grandes familles ses maîtres en écriture et en aventure. D'un côté, les voyageurs qui se firent écrivains pour poursuivre leurs périples (Slocum, Loti, Stevenson, Conrad, Alexandra David-Néel, Segalen, Kavvadias, Thesiger, Moitessier et Bouvier). De l'autre, les écrivains qui se firent voyageurs pour nourrir leurs pages blanches (Kipling, London, Mac Orlan,Cendrars, Kessel, Simenon, Gary, Kerouac et Chatwin).
Son quatrième roman, L'Appel, - paru en 2019 -se penche sur notre impuissance face au suicide d'êtres qui nous sont chers. Pour n'avoir pas su trouver, quand il le fallait, les mots qui auraient pu dissuader deux vieux compagnons d'arme de passer à l'acte, il tente d'imaginer, au cours d'une conversation téléphonique nocturne entre un conseiller présidentiel de permanence à l'Elysée et une amie de cœur de l'occupant des lieux bien décidée d'en finir cette nuit-là  avec la vie,  les paroles qui pourraient l'amener à renoncer à ses idées mortifères.
Ses lectures et ses voyages l'amènent à s'intéresser, pour comprendre le monde qu'il arpente, à la géographie. Son troisième beau livre intitulé "Les défricheurs du monde - Ces géographes qui ont dessiné la terre" paru en octobre  2020 au Cherche-Midi retrace, de Homère à Vidal de la Blache en passant par Hérodote, Huyghens ou encore Humboldt,  l'extraordinaire histoire de la géographie et de sa consœur, la cartographie. Devant nos yeux émerveillés se dessine, au fil du temps, la carte du globe. 
Cet adepte du récit narratif contribue régulièrement à différentes revues (le Journal des lointains, Impur ou XXI, Historia, Sphéres...)

## Œuvres
- Les Sept peurs, Le Dilettante, 2005  (ISBN 2-84263-104-8)
- Le Fils du Dragon, Le Dilettante, 2006  (ISBN 2-84263-127-7)
- Bijoux de Famille, Le Dilettante, 2008
- Hors la loi - Anarchistes, illégalistes, as de la gâchette....ils ont choisi la liberté, Editions Arthaud, 2009
- Ecrivains-Voyageurs, ces vagabonds qui disent le monde, Editions Arthaud, 2011
- L'appel, PGDR, 2019
- Les défricheurs du monde - Ces géographes qui ont dessiné la terre, Le Cherche Midi, 2020